# Ulven (1930)
Ulven, officiellt HM Ubåt Ulven, var en ubåt i Draken-klass som var i tjänst i svenska flottan mellan åren 1931 och 1943. Den ingick tillsammans med ubåtarna Gripen och Draken i Göteborgseskadern. Ulv är ett äldre ord för varg.
Under övning i undervattensläge sprängdes ubåten, troligen av en tysk mina, den 15 april 1943 i den så kallade Ulvenkatastrofen. Hela besättningen på 33 man omkom. 
Först efter 19 dagar kunde en fiskebåt lokalisera Ulven på 52 meters djup sydväst om ön Stora Pölsan och efter ytterligare tre månader bärgades vraket av fartyget med samtliga besättningsmän.

## Bilder

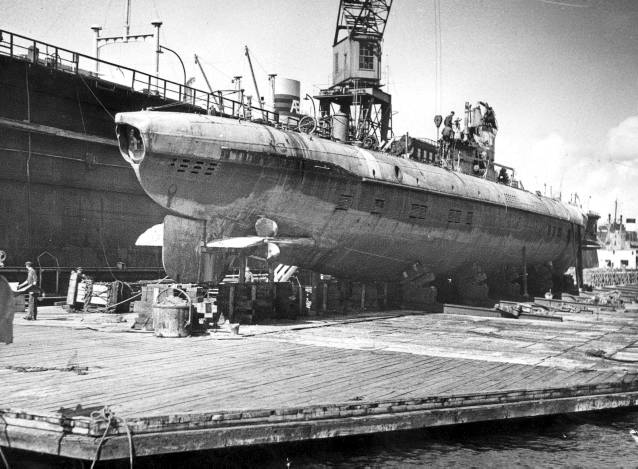
Vraket efter Ulven i en flytdocka vid Eriksbergsvarvet.
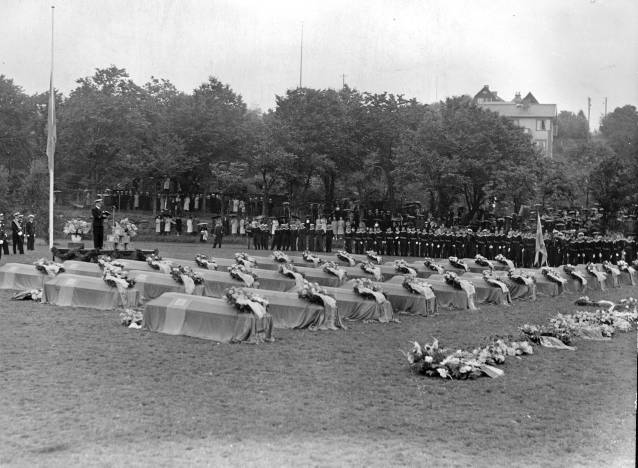
Vid Nya Varvets kyrkogård hölls en minneshögtid för de omkomna i Ulvenolyckan.
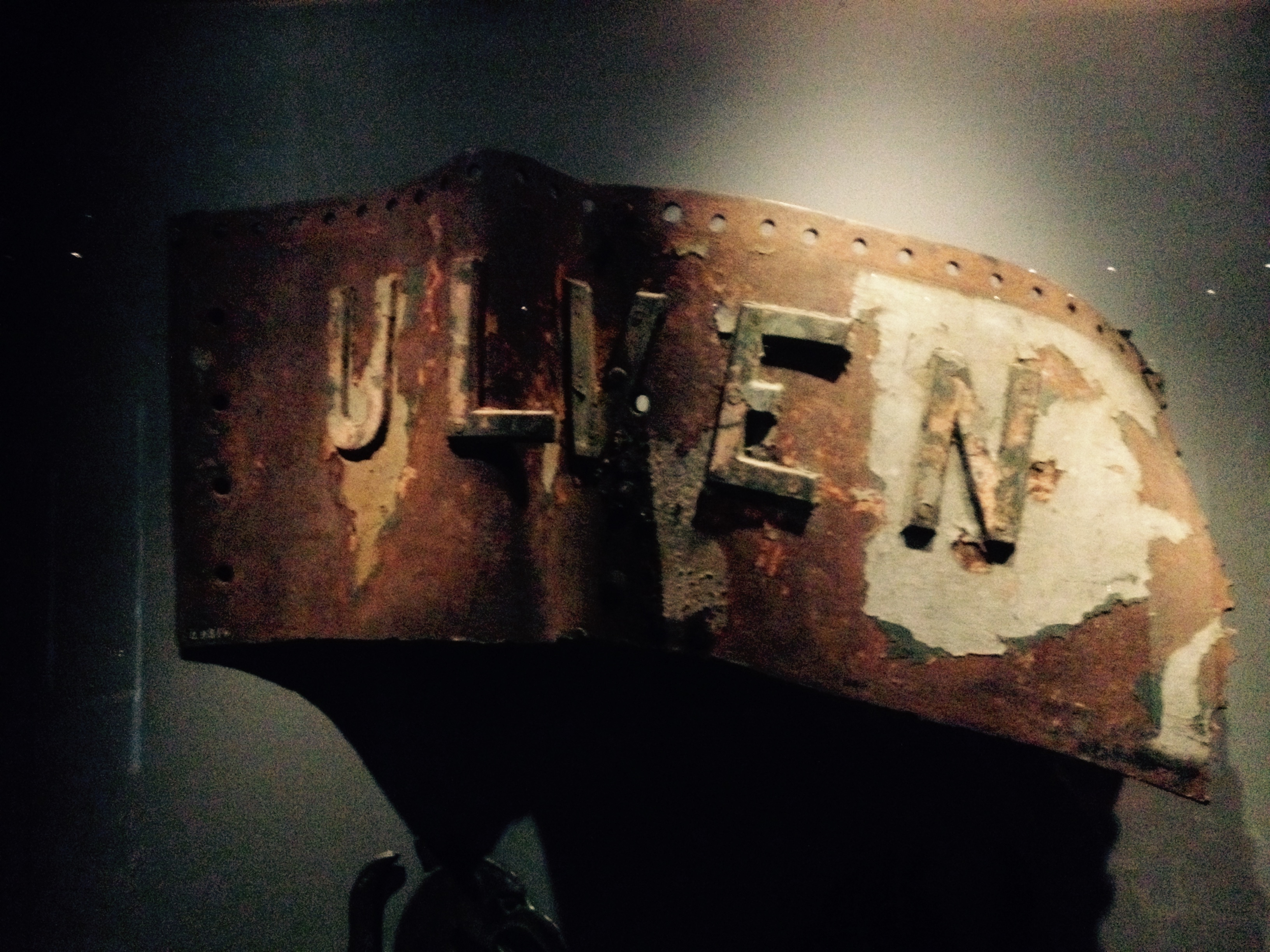
Metallplåt från Ulven på Sjöhistoriska museet i Stockholm.
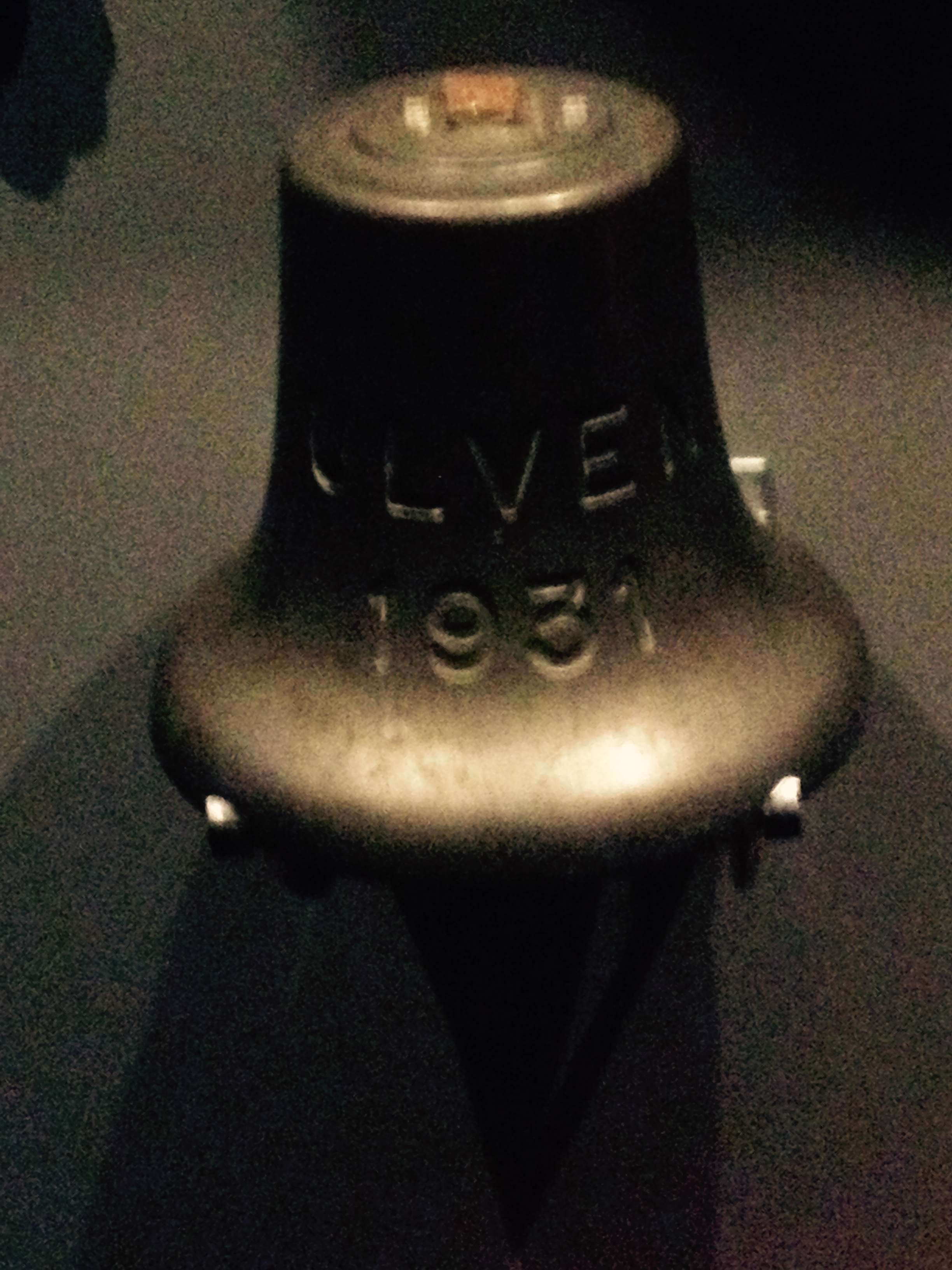
Ulvens skeppsklocka på Sjöhistoriska museet i Stockholm.
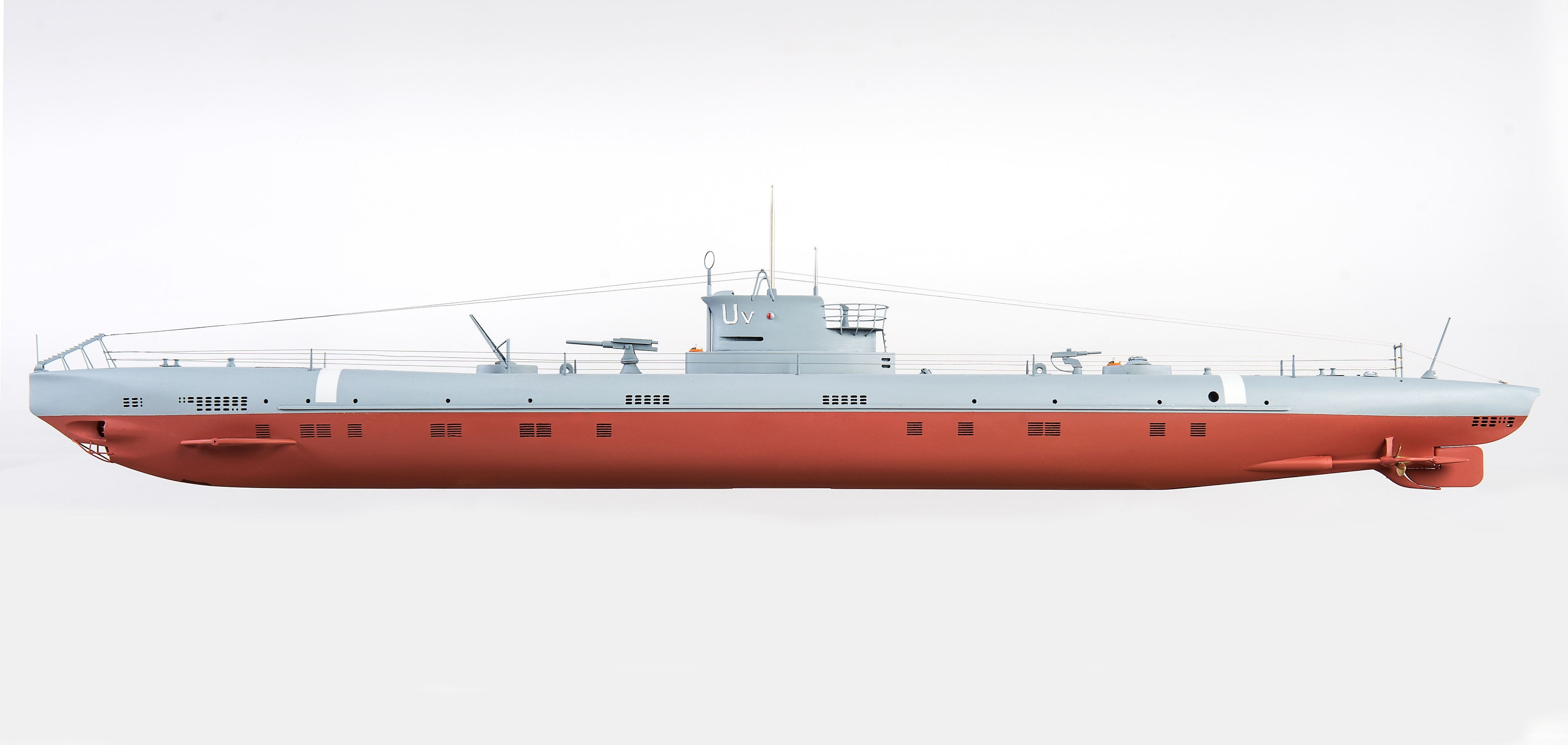
Skalmodell av Ulven.